# Еремич, Вук
Вук Е́ремич (серб. Вук Јеремић; родился 3 июля 1975) — министр иностранных дел в Правительстве Сербии с 15 мая 2007 по 27 июля 2012. 8 июня 2012 избран председателем Генеральной Ассамблеи ООН (18 сентября 2012 — 17 сентября 2013).

## Образование
Еремич родился в Белграде в 1975 году. Он учился в школе в Белграде, но завершил среднее образование в Лондоне. Он закончил Куинз-колледж Кембриджского университета по специальности «теоретическая физика».
Он работал в ряде финансовых компаний в Лондоне, включая Deutsche Bank и Dresdner Kleinwort, а также в фармацевтической компании AstraZeneca.
Еремич посещал Школу управления им. Дж. Кеннеди в Гарвардском университете и получил диплом магистра Государственного управления в международном развитии (MPA/ID).
Он является основателем и был финансовым директором Организации сербских студентов за границей (OSSI), первой международной организации сербских студентов, насчитывающей несколько тысяч членов.

## Политическая карьера
Следующий демократическим переменам в Белграде в октябре 2000 года, он работал Советником Министра телекоммуникаций Федеральной республики Югославии, а в июне 2003 года перешёл на работу в Министерство обороны Государственного Союза Сербии и Черногории в качестве уполномоченного по евроатлантическим отношениям.
С июля 2004 по май 2007 он находился в должности Старшего советника по делам внешней политики Президента Сербии Бориса Тадича (с ним он работал в Министерстве телекоммуникаций и Министерстве обороны). В феврале 2004 он был назначен на пост Председателя комитета иностранных дел в Демократической партии, и в феврале 2006 вошёл в Главный совет Демократической партии.

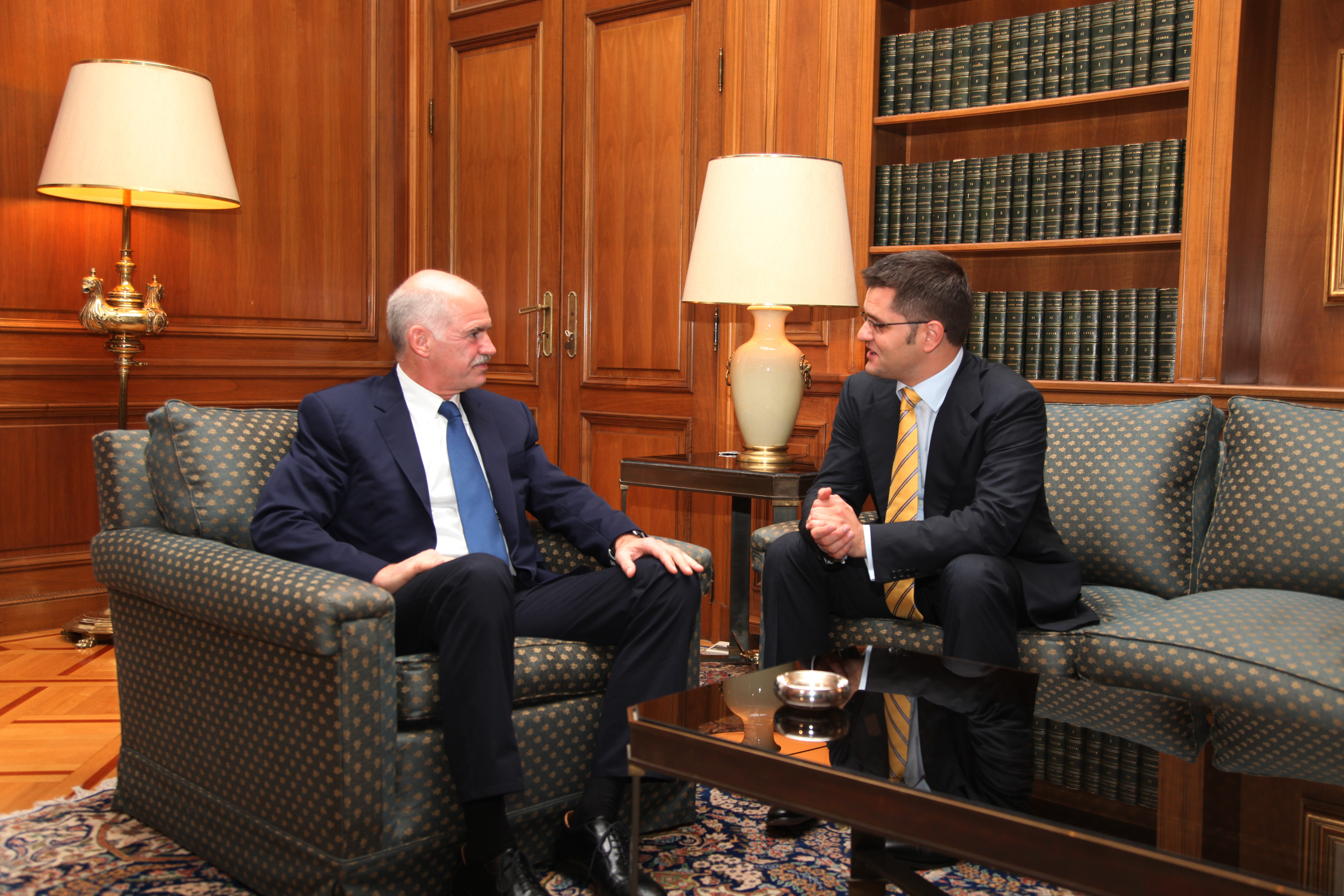
Вук Еремич и Георгиос Папандреу

19 мая 2007 года он заявил, что нынешнее правительство Сербии подаст в отставку, если краю Косово будет предоставлена независимость, отправляя Сербию в «травматическую изоляцию» её прошлого. Европейский союз и Соединённые штаты поддерживают предложенный план независимости Косово под контролем ООН, но Россия, традиционный союзник Сербии, выступает категорически против каких-либо решений, предоставляющих краю независимость.
В период после самопровозглашения независимости Косово в феврале 2008, Еремич агитировал мир против признания Косово. Он посетил страны, с которыми Сербия имеет хорошие отношения со времён Югославии и некоторые из этих поездок явились первыми после длительного экономического и политического кризиса в Сербии, в течение которого нормального развития дипломатических отношений не наблюдалось. Он совершил визиты в Центральную и Южную Америку (Аргентина, Бразилия и Мексика), Африку: (Египет и Ливия) и Азию (Китай, Индонезия, Малайзия и Сингапур). Также он участвовал во встречах Движения неприсоединения в Тегеране, Африканского союза в Шарм-Эш-Шейхе (Египет), очередной, 38-й сессии Организации американских государств в Медельине (Колумбия), Региональном экономическом форуме в Мексике и встрече Арабской лиги в Египте.. В Тегеране он провёл встречи с министрами иностранных дел Монголии, Шри-Ланки, Алжира, Брунея, Кении, Кубы, Ирана, Пакистана, Бутана, Лаоса, Бангладеш, Сингапура, Венесуэлы, Панамы, Чили, Колумбии, Марокко, Сирии, Туниса и Боливии. В Мексике Еремич провёл встречи с Фелипе Кальдероном, Даниэлем Ортегой, Антонио Сака, Альваро Кабальеросом, Мануэлем Селайя и Фернандо Араухо Пердомо.
10 апреля 2013 года Вук Еремич провёл тематические дебаты о роли международного уголовного правосудия в примирении, посвящённые деятельности Международного трибунала по бывшей Югославии. Дебаты состоялись в рамках 67-й сессии Генеральной Ассамблеи ООН. Поводом для дебатов стали дела в отношении Анте Готовины и Младена Маркача, обвинявшихся в преступлениях против сербов и оправданных в ноябре 2012 года МТБЮ.
Был выдвинут кандидатом в президенты Сербии на выборах 2017 года.

## Личные сведения
Женат на Наташе Лекич, журналистке «Радио-телевизија Србије». Владеет английским и немецким языками.
Еремич происходит из древнего рода Поздерац, считавшимся одним из самых влиятельных политических кланов в Боснии и Герцеговине в период социалистической Югославии.
Родители: Сена и Михаило Еремич (отец в прошлом директор компании Jugopetrol). Дед и бабка по матери: Садета Поздерац, директор 2-й белградской гимназии, и Шериф Булюбашич, дипломат. Прадед, отец Шерифа, — Нурия Поздерац, в годы Второй мировой заместитель председателя Антифашистского веча народного освобождения Югославии. Вместе с женой Девлетой они получили почётное звание «Праведников мира» за спасение евреев от расправы. Прапрадед — Мурат-ага Поздерац, один из правителей Цазинской краины в годы существования Османской империи.